# Neoschumannia
Genre
Neoschumannia est un genre de plantes à fleurs de la famille des Apocynaceae.

## Liste d'espèces
Selon Catalogue of Life (23 janvier 2018) :
- Neoschumannia cardinea (S. Moore) U. Meve
- Neoschumannia gishwatiensis Eb.Fisch., Killmann & Meve
- Neoschumannia kamerunensis Schltr.

Selon NCBI (23 janvier 2018) :
- Neoschumannia cardinea
- Neoschumannia kamerunensis

Selon The Plant List (23 janvier 2018) :
- Neoschumannia cardinea (S. Moore) Meve
- Neoschumannia kamerunensis Schltr.

Selon Tropicos (23 janvier 2018) (Attention liste brute contenant possiblement des synonymes) :
- Neoschumannia cardinea (S. Moore) Meve
- Neoschumannia gishwatiensis Eb. Fisch., Killmann & Meve
- Neoschumannia kamerunensis Schltr.